# Kepler-186 b
Kepler-186 b est une planète en orbite autour de l'étoile naine rouge Kepler-186. Il s'agit de la planète la plus proche de cette étoile ; elle est située dans la zone chaude (plus proche de l'étoile que la zone habitable).